# Brothers (film, 2024)
Pour les articles homonymes, voir Brother.
Pour plus de détails, voir Fiche technique et Distribution.
Brothers est un film américain réalisé par Max Barbakow et sorti en 2024.
Il connait une sortie limitée dans les salles américaines avant une diffusion mondiale sur Prime Video.

## Synopsis
Moke et Jady sont deux frères jumeaux qui ont été liés à diverses affaires criminelles. Alors que Moke voulait se ranger, ils vont se lancer dans un dangereux road trip. Ils vont être confrontés à divers problèmes juridiques et familiaux, ainsi qu'à de dangereux tueurs.

## Fiche technique
Sauf indication contraire, les informations mentionnées dans cette section peuvent être confirmées par la base de données cinématographiques IMDb,  présente dans la section « Liens externes ».
- Titre original : Brothers
- Réalisation : Max Barbakow
- Scénario : Macon Blair, d'après une histoire d'Etan Cohen
- Musique : Rupert Gregson-Williams
- Direction artistique :
- Décors : Courtney Andujar et Hillary Andujar
- Costumes : Anastasia Magoutas
- Photographie : Quyen Tran
- Montage : Martin Pensa
- Production : Josh Brolin, Peter Dinklage, David Ginsberg, Joshua Grode et Andrew Lazar
- Sociétés de production : Legendary Pictures, Mad Chance Productions, Brolin Productions et Estuary Films
- Sociétés de distribution : Amazon MGM Studios / Prime Video
- Budget : N/A
- Pays de production :  États-Unis
- Langue originale : anglais
- Format : couleur
- Genre : comédie, action
- Dates de sortie[1] :
  - États-Unis : 10 octobre 2024 (sortie limitée en salles américaines)
  - Monde : 17 octobre 2024 (sur Prime Video)
- Classification[2] :
  - États-Unis : R

## Distribution
- Josh Brolin (VF : Philippe Vincent ; VQ : Gilbert Lachance) : Moke Munger
- Peter Dinklage (VF : Constantin Pappas ; VQ : Thiéry Dubé) : Jady Munger
- Marisa Tomei (VF : Stéphanie Lafforgue) : Bethesda Waingro
- Taylour Paige (VF : Corinne Wellong ; VQ : Florence Blain Mbaye) : Abby Munger-Jacobson
- Glenn Close (VF : Frédérique Tirmont ; VQ : Anne Caron) : Cath Munger
  - Jennifer Landon (en) (VF : Audrey Sourdive) : Cath, jeune
- Brendan Fraser (VF : Guillaume Orsat ; VQ : Daniel Picard) : Jimmy Farful
- M. Emmet Walsh (VF : Patrick Raynal ; VQ : Jacques Lavallée) : le juge Farful

 Source et légende : version française (VF) sur RS Doublage et carton du doublage français ; version québécoise (VQ) sur Doublage.qc.ca

## Production
En février 2019, il est annoncé que Legendary Entertainment a acheté le projet dans le cadre d'une guerre d'enchères avec d'autres studios. Etan Cohen est ensuite engagé pour écrire le scénario. Josh Brolin et Peter Dinklage sont ensuite confirmés dans les rôles principaux ainsi que comme producteurs, avec Andrew Lazar. Il est précisé que le projet sera dans la veine de Jumeaux (1988) d'Ivan Reitman.
En avril 2020, Macon Blair rejoint le projet comme réalisateur et réécrit le script.
En juin 2021, Glenn Close rejoint la distribution alors que c'est finalement Max Barbakow (en) qui officie comme réalisateur. Peu après, Brendan Fraser et Taylour Paige sont également confirmés,.
Le tournage se déroule en novembre 2021 à Atlanta,.
En mars 2022, il est précisé que Macon Blair sera crédité comme seul scénariste au générique. Etan Cohen reçoit de la Writers Guild of America un crédit d'auteur de l'histoire, alors que Max Barbakow et Mike Rosolio ont procédé à des réécritures non créditées.

## Sortie et accueil
Amazon MGM Studios acquiert les droits de distribution en octobre 2023. Le film connaitra une sortie limitée dans quelques salles américaines le 10 octobre 2024, avant une diffusion mondiale sur Prime Video la semaine suivante,.